# Freden i Stockholm
Freden i Stockholm kan syfta på tre olika fredsfördrag under Stora nordiska kriget som undertecknades i Stockholm; det ena med Hannover, det andra med Preussen och det tredje med Danmark.

## Hannover
Första freden i Stockholm mellan Sverige och Hannover undertecknades den 9 november 1719 i Stockholm. I freden fick Sverige avstå från Bremen och Verden i norra Tyskland. Sverige fick i ersättning 1 000 000 riksdaler.

## Preussen
Andra freden i Stockholm mellan Sverige och Preussen undertecknades den 21 januari 1720 i Stockholm. I freden fick Sverige avstå stora delar av Svenska Pommern:
- Stettin med Vorpommern söder om floden Peene
- Öarna Usedom och Wolin
- Städerna Damm och Gollnow

Sverige fick i ersättning 2 000 000 riksdaler.

## Danmark
Tredje freden i Stockholm mellan Sverige och Danmark-Norge undertecknades den 3 juni 1720 i Stockholm av Sverige, vilket därmed avslutade det stora nordiska kriget (1700-1721) för Danmarks del. Förhandlingar hade pågått sedan juni 1719 då Ulrika Eleonora var regent i Sverige och Fredrik IV av Danmark. När förhandlingarna avslutades hade Eleonoras man, Fredrik I, blivit svensk regent. Danmarks underskrift skedde den 3 juli samma år på Frederiksborgs slott i Danmark och benämns då Freden i Frederiksborg. I freden förband sig Sverige att avstå tullfriheten i Öresund och Bälten, betala en stor summa pengar till danskarna, bryta alliansen med hertigen av Holstein, samt att inte motsätta sig en dansk ockupation av Schleswig.

Fredsvillkoren innebar att Sverige skulle avstå från tullfriheten i Öresund och Bälten, skulle betala 600 000 riksdaler till Danmark, att inte bygga upp befästningarna på Wismar och inte stödja hertigen av Holstein. Danmark i sin tur skulle lämna tillbaka Rügen, delar av Vorpommern, Stralsund, Marstrand och Wismar till Sverige, inte stödja Peter den store av Ryssland eller låta ryska kapare använda danska hamnar. Freden innebar även att gränsen mellan Sverige och Norge reglerades, eftersom gränsen norr om Jämtland varit oklar.